# مانويل كاردوسو (دراج)
مانويل كاردوسو (بالبرتغالية: Manuel António Cardoso‏) مواليد 7 أبريل 1983 في نادي باسوش دي فيريرا، البرتغال، هو دراج برتغالي. شارك في دورة الألعاب الأولمبية الصيفية.

## معرض صور

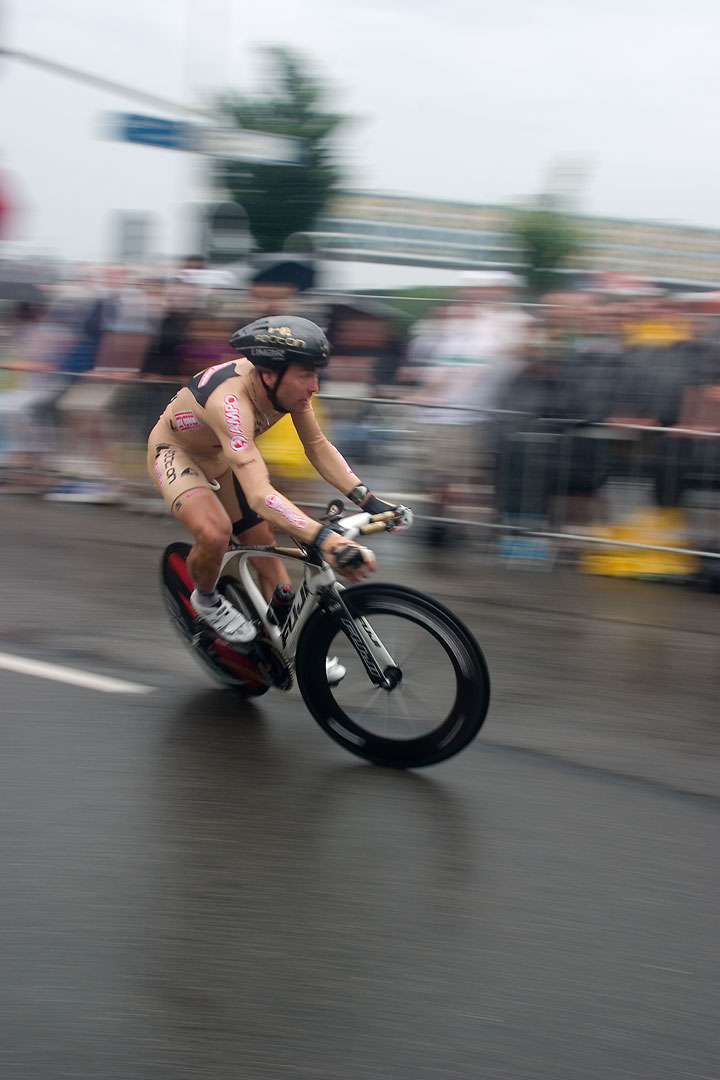
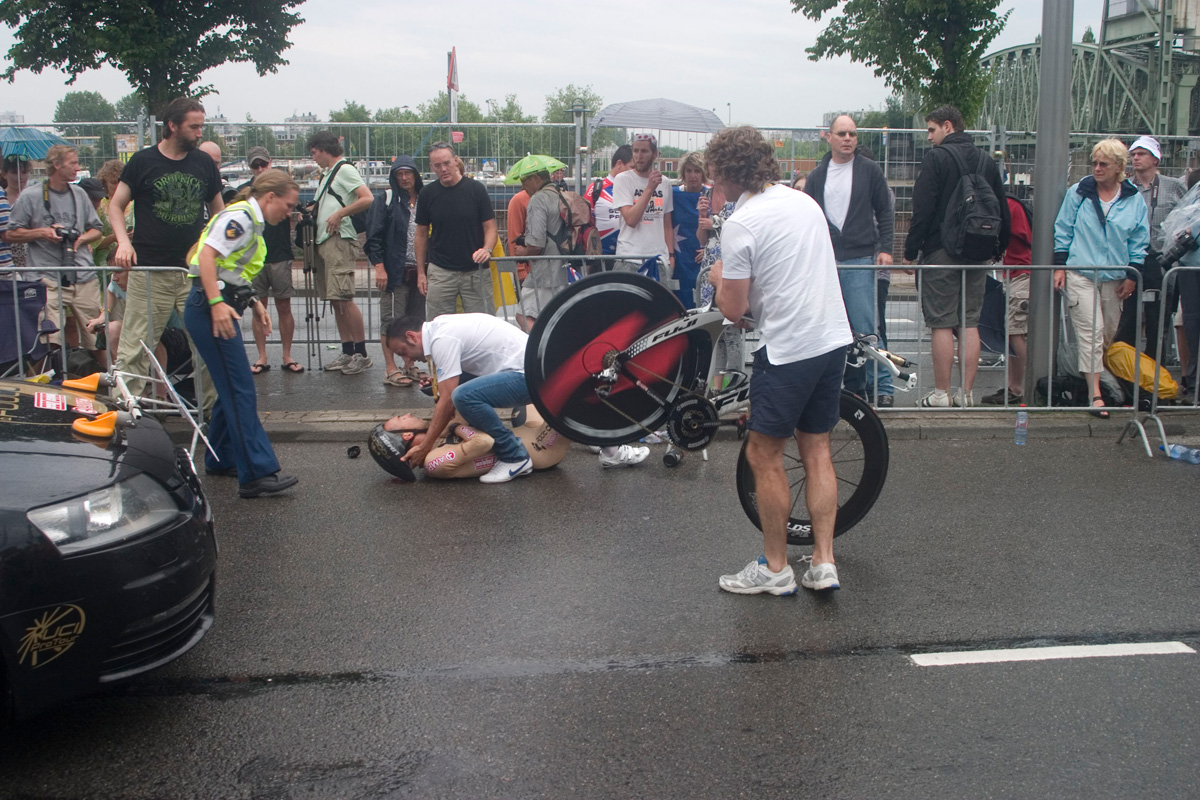
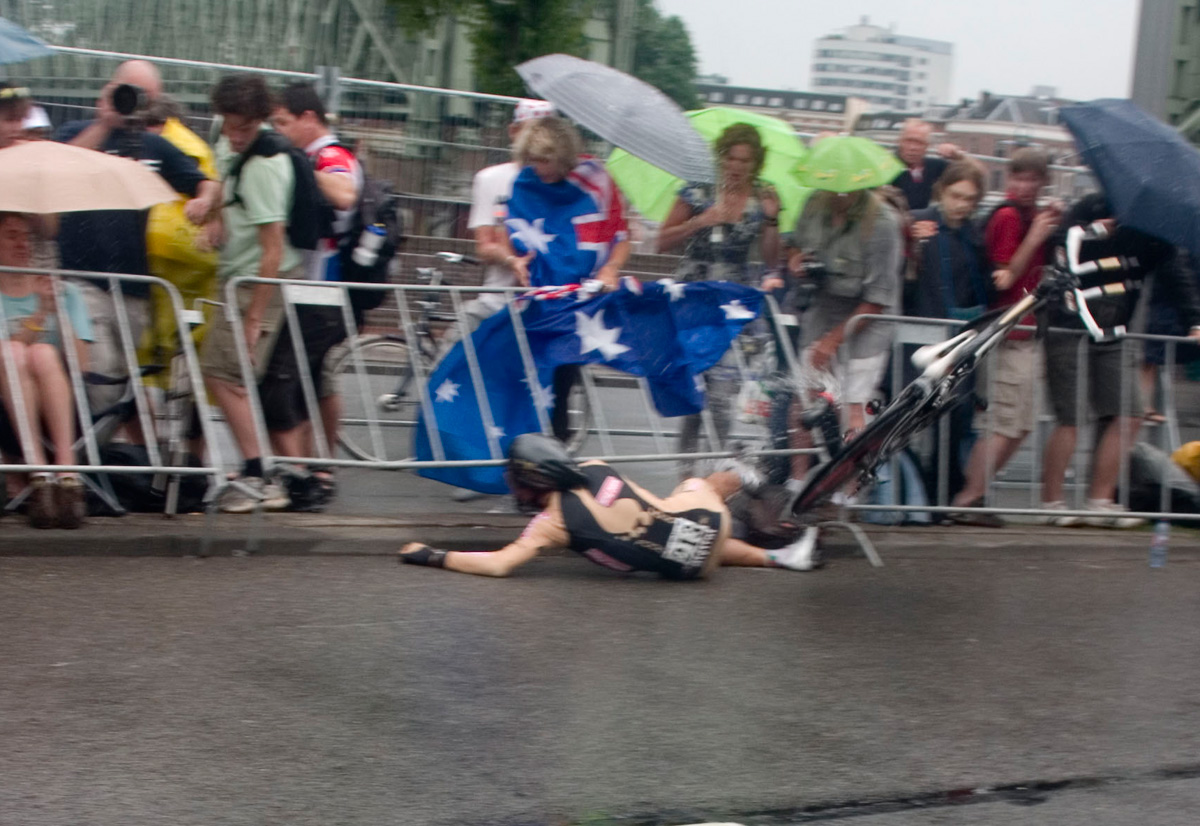
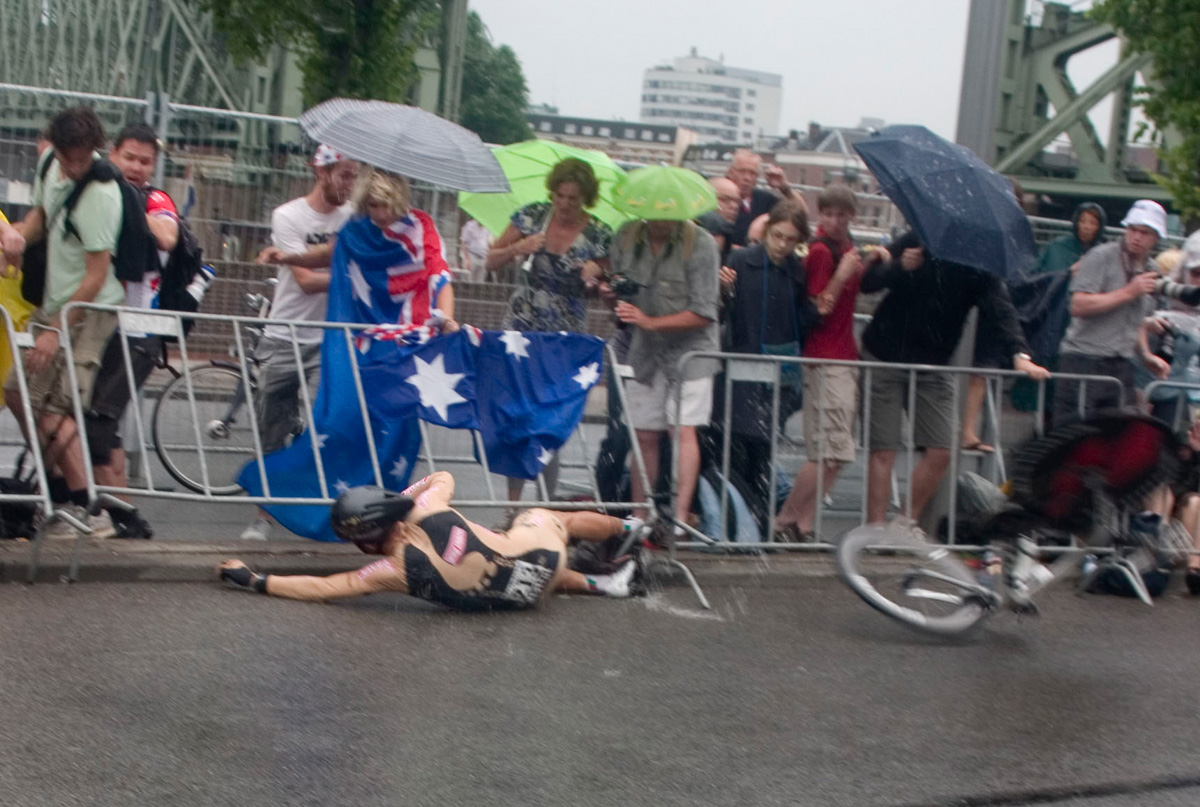
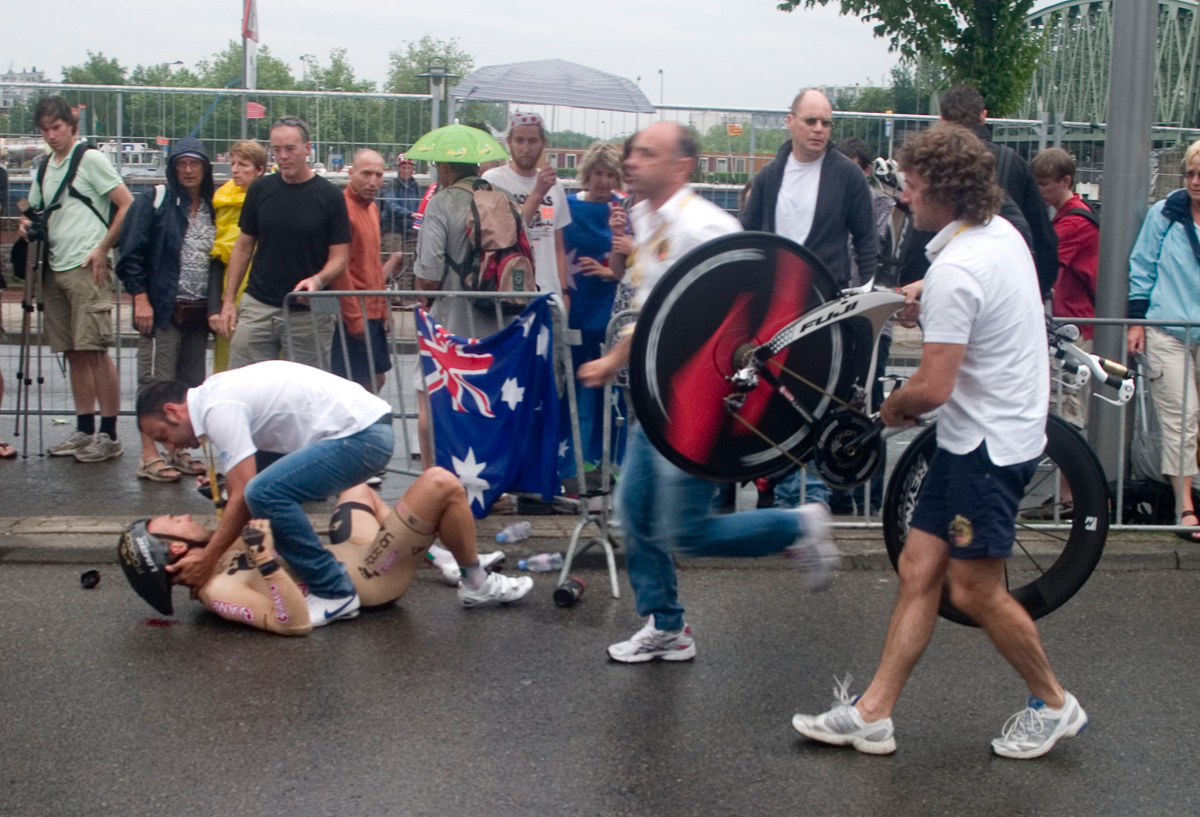

## روابط خارجية
- مانويل كاردوسو على موقع الاتحاد الدولي للدراجات (الإنجليزية)
- مانويل كاردوسو على موقع أرشيف الدراجات (الإنجليزية)
- مانويل كاردوسو على موقع إحصائيات الدراجات الإحترافية (الإنجليزية)
- مانويل كاردوسو على موقع نسبة الدراجات (الإنجليزية)
- مانويل كاردوسو على موقع CycleBase (الإنجليزية)
- مانويل كاردوسو على موقع أوليمبيديا (الإنجليزية)